# Paroy-sur-Tholon
Paroy-sur-Tholon är en kommun i departementet Yonne i regionen Bourgogne-Franche-Comté i norra Frankrike. Kommunen ligger i kantonen Joigny som tillhör arrondissementet Auxerre. År 2022 hade Paroy-sur-Tholon 297 invånare.

## Befolkningsutveckling
Antalet invånare i kommunen Paroy-sur-Tholon
| Referens: INSEE |